# Сюзев, Павел Васильевич
Павел Васильевич Сюзев (1867—1928) — русский и советский ботаник-флорист, краевед, географ. Является автором более 50 научных изданий — книг, брошюр и статей. Проректор по хозчасти Пермского университета (1921-1922).

## Биография
Родился 30 октября 1867 года в селе Ильинское Пермского уезда Пермской губернии в семье бывшего крепостного крестьянина графа Строгановых.
В 1867 году окончил Алексеевское реальное училище в Перми. Успешно сдал вступительные экзамены в Санкт-Петербургскую Императорскую академию художеств, но смерть отца не позволила ему продолжить обучение, и он вернулся домой .
В 1891—1894 годах, во время прохождения военной службы артиллеристом в Москве, познакомился с московскими ботаниками А. Н. Петунниковым, Д. П. Сырейщиковым, Э. В. Циккендратом, работал в ботанической лаборатории Московского университета, занимался изучением флоры Московской губернии и Средней России.
В 1894 году Павел Васильевич по поручению Российской Академии наук совершил поездку по Среднему Уралу. В 1895 году, по возвращении на Урал, поступил практикантом по лесоводству в Пермское нераздельное имение графов Строгановых, затем служил помощником окружного лесничего в родном селе Ильинском. Был членом правления Очерского и Добрянского заводов, занимался там общественной и просветительской работой.
Во время русско-японской войны, как офицер-артиллерист, побывал на Дальнем Востоке, где много гербаризировал. После окончания военных действий совершил путешествие с научной целью по Восточной Азии — посетил Японию, Сингапур и Цейлон. Вернувшись в Пермь, занялся целенаправленной краеведческой работой. В 1912 году был награжден Русским географическим обществом золотой медалью за составление «Конспекта флоры Урала в пределах Пермской губернии с приложением ботанико-географической карты Пермской губернии». В 1914 году П. В. Сюзев был вновь призван в действующую армию и принимал участие в Первой мировой войне в составе 2-й строительной партии Юго-Западного фронта.
После Октябрьской революции, с 1917 года, Сюзев работал в Пермском университете младшим ассистентом на кафедре зоологии беспозвоночных, позже — младшим ассистентом и преподавателем кафедры ботаники. После эвакуации университета в Томск во время Гражданской войны преподавал с 1919 года в Томском университете, одновременно являясь старшим ассистентом Института исследования Сибири. Возвратившись в Пермь в 1921 году, Павел Сюзев продолжил работу в Пермском университете (доцент с 1922 года, профессор с 1924 года). Был помощником ректора по хозяйственной части до апреля 1922 года. В 1925 году вышел на пенсию.

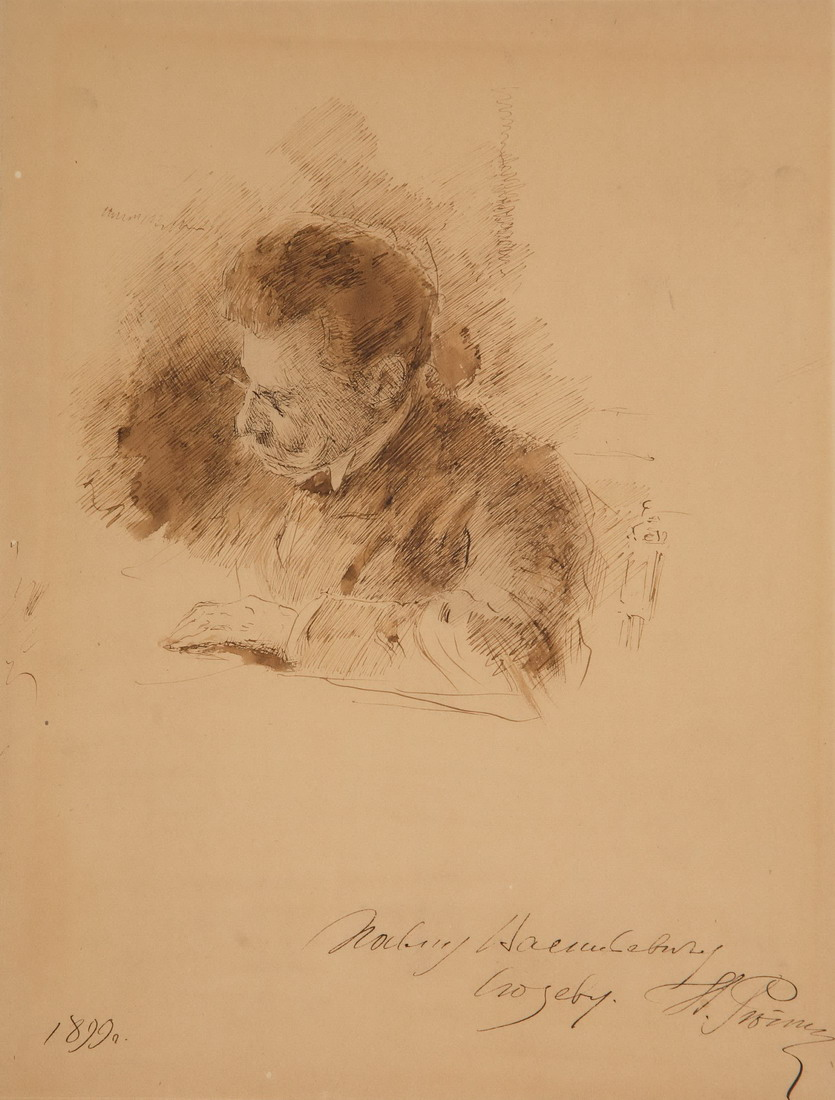
Рисунок Репина, подаренный Сюзеву

Умер П. В. Сюзев 12 июня 1928 года в Перми и был похоронен на Егошихинском кладбище. В 1997 году его имя было присвоено одной из улиц города.
В свободное время Сюзев занимался живописью и был знаком со многими известными художниками, в том числе с Ильёй Репиным. Так у уральского учёного появился рисунок знаменитого живописца с надписью «1899 г. Павлу Васильевичу Сюзеву. И. Репин», который сегодня хранится в фондах Пермской художественной галереи.

## Заслуги
Образцы сборов флоры П. В. Сюзева в Рузском и Серпуховском уездах Московской губернии (1891—1895), а также в Кисловодске (1924), хранятся в Гербарии Московского университета. Он являлся членом Пермского общества естествоиспытателей, ученым-корреспондентом и действительным пожизненным членом Уральского общества любителей естествознания, действительным членом биологического НИИ при Пермском университете, почетным председателем Пермского отделения Русского государственного ботанического общества при АН СССР.